# Duby letní v Cholupicích
Duby letní v Cholupicích jsou dva památné stromy, které rostou na jižním okraji přírodní památky Cholupická bažantnice poblíž Pražského okruhu.

## Parametry stromu
- Výška (m): 30,5 a 23
- Obvod (cm): 441 a 443
- Ochranné pásmo: ze zákona
- Datum prvního vyhlášení: 27.03.2001[1]
- Odhadované stáří: 240 let (k roku 2016)[2]

## Popis
Stromy rostou několik desítek metrů od sebe a jsou považovány za hraniční stromy. Jejich koruny se naklánějí ven z bažantnice, náklon jednoho z dubů je velmi patrný. Od okolních stromů je odlišují jejich silné kmeny a veliké koruny. Zdravotní stav mají velmi dobrý.

## Historie
V Cholupicích byl začátkem 19. století uváděn nízký les ve věku 32 let. Tvořily jej výmladky dubu, habru, břízy a dalších listnatých stromů. Roku 1911 přešel revír Cholupice do polesí Dolní Břežany, které preferovalo převod většiny výměry lesů na les vysoký, tvořený převážně smrkem a borovicí. V převodu jsou zmíněny duby značných rozměrů a vhodnost cholupické bažantnice pro výstavkové hospodaření, protože má velmi příhodné podmínky. Díky své přirozené skladbě lesního porostu byla bažantnice roku 1982 vyhlášena jako chráněné území.

## Turismus
Cholupicemi vede turistická značená trasa  6004 z Písnic do Komořan.